# Michel Lunven
Michel Lunven (* 26. Februar 1933 in Vannes) ist ein französischer Diplomat.

## Leben
Michel Lunven absolvierte ein Studium der Rechtswissenschaft, das er mit dem akademischen Grad Licence abschloss. Er trat in den diplomatischen Dienst und wirkte als Sonderbeauftragter für Kooperation in verschiedenen afrikanischen Staaten, so in der Elfenbeinküste, in Obervolta, Gabun, Niger und Tschad. 1986 wurde er Stellvertreter von Jacques Foccart, des „Monsieur Afrique“ unter Premierminister Jacques Chirac.
Lunven wurde 1988 französischer Botschafter in Niger, eine Funktion, die er bis 1993 ausübte. Während seiner Amtszeit in Niger fanden die Parlamentswahlen vom 14. Februar 1993 statt, die ersten freien Mehrparteienwahlen seit der Unabhängigkeit des Landes. Er wechselte 1993 als französischer Sonderbeauftragter für Wahlen in die Zentralafrikanische Republik. 1995 erfolgte seine Berufung zum Botschafter Frankreichs in Gabun. Ab 1996 war Lunven zusätzlich Botschafter in São Tomé und Príncipe. Aus diesen Funktionen verabschiedete er sich 1998 in den Ruhestand.
Lunven ist Mitglied der Académie des Sciences d’Outre-Mer.

## Schriften
- Ambassadeur en Françafrique. Guéna, Paris 2011, ISBN 978-2-918320-12-8.

## Ehrungen
- Offizier der Ehrenlegion
- Ritter des Ordre national du Mérite[5]